# Джон Скотт (яхтсмен)
Джон Скотт (англ. John Scott, 1934 — 25 травня 1993) — австралійський яхтсмен.
Срібний призер Олімпійських Ігор 1956 року в класі Шарпі.